# Tufts Pass
Tufts Pass är ett bergspass i Antarktis. Det ligger i Västantarktis. Argentina, Chile och Storbritannien gör anspråk på området. Tufts Pass ligger 1 091 meter över havet.
Terrängen runt Tufts Pass är kuperad norrut, men söderut är den bergig. Trakten är obefolkad. Det finns inga samhällen i närheten.